# アイドリッシュセブンのディスコグラフィ
アイドリッシュセブンのディスコグラフィでは、スマートフォン向けアプリケーションゲーム『アイドリッシュセブン』のCD作品について記述する。発売元はランティス。

## IDOLiSH7

### シングル

#### MONSTER GENERATiON
『MONSTER GENERATiON』は、IDOLiSH7の1stシングルであり、2015年12月2日に、ライバルユニット・TRIGGERの「SECRET NIGHT」と同時に発売された。

#### NATSU☆しようぜ!
2枚目のシングル。2016年7月7日発売。本作は企画CDと位置付けられており、ドラマパートが収録されている。

#### Sakura Message
3枚目のシングル。2017年7月7日発売。
楽曲背景
表題曲「Sakura Message」の歌詞の内容は一見すると別れや卒業を想起させる内容だが、作中ではメンバーである六弥ナギの兄が作詞家に指示してナギの大切な人である「さくらはるき」（桜春樹）を人質に取ることを示唆しており、それを知った春樹本人がナギの前から去って死亡してしまう。その後、ナギも歌詞の意味に気づいて苦悩する様子が描かれている。
カップリング曲「PARTY TIME TOGETHER」について、作詞者である結城アイラはメンバーたちの日常を思わせるような、すぐ隣にいる存在感をテーマにしたと2023年のインタビューの中で話しており、アニメ映画「劇場版アイドリッシュセブン LIVE 4bit BEYOND THE PERiOD」のセットリストでは、「MONSTER GENERATiON」の次にこの曲が来るため、彼らが自分の目線まで下りてきた感じがするとも話している。

リリース
本作は前作からちょうど1年ぶりにあたる2017年7月7日にシングルとして発売され、2年連続で「アイナナの日」にリリースされた。
また、2018年7月7日からはアメリカ合衆国のiTunes USにおいてほかの関連楽曲とともに配信された。
チャート成績
7月6日付のオリコンデイリーランキングでは4位にランクイン。翌日の7月7日付には0.4万枚を売り上げて2位にランクインした。7月17日付のオリコン週間シングルランキングで1.0万枚を売り上げて8位にランクインした。
収録曲
1. Sakura Message
作詞：真崎エリカ、作曲・編曲：渡邉俊彦
2. PARTY TIME TOGETHER
作詞：結城アイラ、作曲：HIROTOMO・SI.V、編曲：中土智博
3. Sakura Message（Off Vocal）
4. PARTY TIME TOGETHER（Off Vocal）

#### WiSH VOYAGE
『WiSH VOYAGE』は、2018年2月14日に発売されたIDOLiSH7の4枚目のシングルであり、アニメシングル第4弾にあたる。表題曲「WiSH VOYAGE」はテレビアニメのオープニング主題歌、カップリング曲「Dancing∞BEAT!!」は第5話の劇中歌として使用された。
収録曲
1. WiSH VOYAGE
作詞：真崎エリカ、作曲・編曲：kz
テレビアニメ「アイドリッシュセブン」オープニングテーマ
2. Dancing∞BEAT!!
作詞：結城アイラ、作曲・編曲：渡辺和紀
テレビアニメ「アイドリッシュセブン」第5話劇中歌
3. WiSH VOYAGE（Off Vocal）
4. Dancing∞BEAT!!（Off Vocal）

ミュージックビデオ・パフォーマンス
『WiSH VOYAGE』のミュージックビデオは飛行場を舞台としており、メンバーが空港内で踊ったり飛行機が離陸する様子が描かれている。また、声優によるライブパフォーマンスではミュージックビデオでの振付が再現された他、飛行機を模したバルーンが飛ぶ演出が施された例もある。
他作品への収録
表題曲の「WiSH VOYAGE」は、2018年4月にアーケードゲーム『太鼓の達人 ブルーVer.』に収録された。
反響
本作はiTunesランキング2位にランクインした。
アニメージュプラスが業務用通信カラオケ「JOYSOUND」で利用された楽曲回数をもとに集計したランキング（集計期間：2021年1月1日～2021年11月30日）によると、「WiSH VOYAGE」がアイナナ楽曲の中でもっともよく歌われたとされている。
評価
ライターの草野英絵はリアルサウンドに寄せた記事の中で、メンバーの七瀬陸がグループの象徴として存在感を示した顕著な例として「Dancing∞BEAT!!」を挙げており、その様子について「ライブでは間奏で四葉がソロダンスを披露し、逢坂壮五のソロパートにバトンタッチする。その時間は完全に四葉と逢坂のユニット=MEZZO"のふたりが場を支配するが、七瀬のリードボーカルに切り替わった瞬間、IDOLiSH7という7人の時間に引き戻される」と表現している。
チャート成績
2月14日のiTunesランキングでは最高位3位を獲得。同時配信された二階堂大和のソロ曲「Love two you」も最高位2位にランクインし、アイドリッシュセブンの楽曲が2・3位を独占した。

#### ナナツイロ REALiZE
5枚目のシングル。2018年6月20日に発売。
チャート成績
収録曲
1. ナナツイロ REALiZE
作詞：真崎エリカ、作曲・編曲：kz
2. Viva! Fantastic Life!!!!!!!
作詞：浦島健太、作曲・編曲：佐々木 裕
3. ナナツイロ REALiZE（Off Vocal）
4. Viva! Fantastic Life!!!!!!!（Off Vocal）

評価
ライターの満島エリオはリアルサウンドに寄せたアルバム「Opus」のレビュー記事の中で「Viva! Fantastic Life!!!!!!!」について「異国情緒香る個性的なサウンドが特徴的。」と評しており、曲名の「！」の多さに加え、歌詞の内容も威勢が良いと評価している。
ライターの草野英絵はリアルサウンドに寄せた記事の中で、メンバーの七瀬陸がグループの象徴として存在感を示した例として「ナナツイロREALiZE」のミュージックビデオを挙げており、陸が普段の明るい笑顔を封じて陰のあるふるまいをした後、センターとして笑顔で踊る場面に切り替わり、彼ららしい歌詞の真のメッセージ性に気づかされると述べている。

#### Mr.AFFECTiON
6枚目のシングル。2020年1月8日に発売。

#### DiSCOVER THE FUTURE
7枚目のシングル。2020年5月27日に発売。アニメシングル第3弾。

表題曲の「DiSCOVER THE FUTURE」は、テレビアニメ「アイドリッシュセブン Second BEAT!」のオープニングテーマである。同楽曲は冒険や成長を主題としている。歌詞の中にメンバーや関係者の名前の一部を隠すという仕掛けが施されている。
チャート成績

収録曲
1. DiSCOVER THE FUTURE
作詞：結城アイラ 作曲・編曲：kz 弦編曲：真部 裕
2. Everyday Yeah!
作詞：児玉雨子 作曲・編曲：三好啓太
3. DiSCOVER THE FUTURE（Off Vocal）
4. Everyday Yeah!（Off Vocal）

他作品への収録
表題曲の「DiSCOVER THE FUTURE」は、2020年10月にアーケードゲーム『太鼓の達人』に収録された。

#### THE POLiCY
8枚目のシングル。2021年8月4日に発売。アニメシングル第7弾。
楽曲背景
表題曲の「THE POLiCY」は、『アイドリッシュセブン Third BEAT!』の第1クールOP主題歌である。
カップリング曲の「NAGISA Night Temperature」は、ハロー!プロジェクトなどへの楽曲提供で知られる作詞家の児玉雨子と作曲家の星部ショウが制作している。
メンバーの七瀬陸を演じる小野賢章は、最初に「THE POLiCY」をきいた時難しいと感じたとリスアニとのインタビューの中で話しており、電子音の多いEDMであるという点から、IDOLiSH7よりはTRIGGERの曲という感じがしたものの、IDOLiSH7の曲としては新鮮だと感じたと話している。同楽曲は、付き合う前の男女のもどかしさを、寄せては返す波にたとえた内容であり、曲の終盤では二人の想いが通じ合ったとも受け取れる箇所もある。
チャート成績
収録曲
1. THE POLiCY
作詞：真崎エリカ 作曲・編曲：伊藤 賢
2. NAGISA Night Temperature
作詞：児玉雨子 作曲・編曲：星部ショウ
3. THE POLiCY（Off Vocal）
4. NAGISA Night Temperature（Off Vocal）

反響
本作はmoraアニソンTOP10で8位にランクインしている。

### 配信限定シングル(IDOLiSH7)
| 発売日         | タイトル                                                                                      | 販売形態               | 収録アルバム           |
| -------------- | --------------------------------------------------------------------------------------------- | ---------------------- | ---------------------- |
| 2015年12月12日 | GOOD NIGHT AWESOME                                                                            | デジタル・ダウンロード | i7                     |
| 2016年3月26日  | ピタゴラス☆ファイター                                                                         | デジタル・ダウンロード | i7                     |
| 2016年4月17日  | Fly away!                                                                                     | デジタル・ダウンロード | i7                     |
| 2019年9月27日  | 解決ミステリー （歌：和泉一織（CV：増田俊樹）・七瀬陸（CV：小野賢章））                       | デジタル・ダウンロード | Collection Album vol.2 |
| 2019年11月30日 | My Friend （歌：二階堂大和（CV:白井悠介）・和泉三月（CV：代永翼）・六弥ナギ（CV：江口拓也）） | デジタル・ダウンロード | Collection Album vol.2 |
| 2022年6月10日  | HELLO CALLiNG                                                                                 | デジタル・ダウンロード |                        |

### アルバム

#### i7
『i7』は、2016年8月24日に発売されたi7の1stアルバムである
アイドリッシュセブン1周年を記念して発売された。

#### Opus
『Opus』は、2022年1月12日に発売されたアイドリッシュセブンの2ndアルバムである。前作から5年半ぶりの新作となる本作は、豪華盤、初回限定盤、通常盤の3形態で発売される。また、初回生産分限定特典として「1周年記念あいことば付きカード」が付属する。
収録曲
| 出典： |                                 |            |                |                                     |
| #      | タイトル                        | 作詞       | 作曲           | 編曲                                |
| 1.     | 「WiSH VOYAGE」                 | 真崎エリカ | kz             | kz                                  |
| 2.     | 「Boys & Girls」                | スガシカオ | スガシカオ     | toku                                |
| 3.     | 「ハツコイリズム」              | 真崎エリカ | 山下洋介       | 山下洋介                            |
| 4.     | 「NATSU☆しようぜ！」            | 結城アイラ | 河田貴央       | 河田貴央                            |
| 5.     | 「NAGISA Night Temperature」    | 児玉雨子   | 星部ショウ     | 星部ショウ                          |
| 6.     | 「Mr.AFFECTiON」                | 安藤紗々   | kz             | kz                                  |
| 7.     | 「Dancing∞BEAT!!」              | 結城アイラ | 渡辺和紀       | 渡辺和紀                            |
| 8.     | 「Viva! Fantastic Life!!!!!!!」 | 浦島健太   | 佐々木 裕      | 佐々木 裕                           |
| 9.     | 「Everything is up to us」      | RUCCA      | 森 拓人        | 森 拓人                             |
| 10.    | 「ナナツイロ REALiZE」          | 真崎エリカ | kz             | kz                                  |
| 11.    | 「Sakura Message」              | 真崎エリカ | 渡邉俊彦       |                                     |
| 12.    | 「THE POLiCY」                  | 真崎エリカ | 伊藤賢         |                                     |
| 13.    | 「Everyday Yeah!」              | 児玉雨子   | 三好啓太       |                                     |
| 14.    | 「PARTY TIME TOGETHER」         | 結城アイラ | HIROTOMO・SI.V |                                     |
| 15.    | 「DiSCOVER THE FUTURE」         | 結城アイラ | kz             | kz、真部 裕（ストリングスアレンジ） |

楽曲制作・内容
「Boys & Girls」は、スガシカオが作詞・作曲を務めた。七瀬陸を演じた小野賢章は前向きな歌詞にアイナナらしさがあり、スガが『アイナナ』をすべて視聴したのではないかというくらいユニットとの親和性が高かったとリスアニとのインタビューで話しており、のちにスガ本人もTwitterにて全部視聴したことを認めている。
反響
発売前の反響
「Boys & Girls」の作詞・作曲をスガシカオが手掛けることが公表された際、双方のファンから驚きの声が挙がった。
評価
ライターの満島エリオはリアルサウンドに寄せたアルバム「Opus」のレビュー記事の中で「Everything is up to us」をIDOLiSH7自身への応援歌に例えており、「[前略]ギター1本のアコースティックな立ち上がりから徐々に音数を増やし、思い切りエフェクトのかかったサウンドへと切り替わっていく、1曲の中で広がりを味わえる楽曲だ。」と評価している。

### シングル(MEZZO")

#### 恋のかけら
『恋のかけら』は、IDOLiSH7から派生したユニット「MEZZO"」のデビューシングルであり、2016年5月11日に発売された。初回生産封入特典として、シリアルコード入りカードが付属する。
カップリング曲の「miss you...」は、作中においてIDOLiSH7のデビュー曲となる予定だった「TODAY IS」の歌詞を書き換えたうえで、MEZZO”のデビュー曲となったという設定がある。
楽曲背景
四葉環を演じたKENNによると、カップリング曲の「miss you...」の収録は、シナリオの収録に先駆けて行われたとされている。この際、KENNはシナリオの内容やロードマップを聞いてから楽曲の収録に参加していたため、今聞いてもキャラクターと曲の双方が成立していると感じているとナタリーとのインタビューの中で振り返っている。
リリース
本作は2016年5月11日に発売された。また、2018年7月7日からはアメリカ合衆国のiTunes USにおいてほかの関連楽曲とともに配信された。
チャート成績
5月10日付のオリコンデイリーランキングでは10位にランクイン。翌日の5月11日付では5位にランクインした。5月23日付のオリコン週間シングルランキングで1.8万枚を売り上げて11位にランクインした。
収録曲
1. 恋のかけら
作詞：真崎エリカ、作曲・編曲：山田竜平
2. miss you...
作詞：yozuca*、作曲・編曲：岡本健介
3. 恋のかけら（Off Vocal）
4. miss you...（Off Vocal）

#### Dear Butterfly
「MEZZO"」の2枚目のシングル。2017年11月22日発売。初回生産封入特典として、シリアルコード入りカードが付属する。カップリングには1月にリリースされた配信限定シングル「月明かりイルミネイト」がCD初収録となった。
チャート成績
11月21日付のオリコンデイリーランキングでは11位にランクイン。翌日の11月22日付では5位にランクインした。12月4日付のオリコン週間シングルランキングで0.9万枚を売り上げて12位にランクインした。
収録曲
1. Dear Butterfly
作詞：真崎エリカ、作曲・編曲：渡邉俊彦
2. 月明かりイルミネイト
作詞：真崎エリカ、作曲・編曲：KAY
3. Dear Butterfly（Off Vocal）
4. 月明かりイルミネイト（Off Vocal）

#### 雨
「MEZZO"」の3枚目のシングル。2018年3月21日発売。アニメシングル第3弾で、テレビアニメの12話エンディングテーマに起用された。
チャート成績
収録曲
1. 雨
作詞：Shogo、作曲：Shogo・早川博隆、編曲：早川博隆
2. 甘さひかえめ
作詞：安藤紗々、作曲・編曲：渡辺未来
3. 雨 (Off Vocal)
4. 甘さひかえめ (Off Vocal)

### アルバム(MEZZO")

#### Intermezzo
『Intermezzo』は、「MEZZO"」の1stアルバム。2021年10月20日発売。初回限定盤A、B、通常盤の3形態で発売される。
シングルおよびデジタルシングルの収録曲に加え、「未来絵」と「Tears Over ～この星の君と～」（以下「Tears Over」）の2曲が新曲として収録されている。
収録曲
1. 未来絵
作詞：松藤量平、作曲・編曲：片山義美
2. miss you...
作詞：yozuca*、作曲・編曲：岡本健介
3. 雨
作詞：Shogo、作曲：Shogo・早川博隆、編曲：早川博隆
4. 甘さひかえめ
作詞：安藤紗々、作曲・編曲：渡辺未来
5. カレイドスコープ
作詞：安藤紗々、作曲：MIKOTO、編曲：大沢圭一
6. 恋のかけら
作詞：真崎エリカ、作曲・編曲：山田竜平
7. 月明かりイルミネイト
作詞：真崎エリカ、作曲・編曲：KAY
8. Tears Over ～この星の君と～
作詞：松藤量平、作曲：さかいゆう、編曲：Renato Iwai
9. Dear Butterfly
作詞：真崎エリカ、作曲・編曲：渡邉俊彦
10. Forever Note
作詞：Saku、作曲：叶人・八巻俊介、編曲：八巻俊介

楽曲解説
「カレイドスコープ」は、2019年11月9日に配信されたデジタルシングルであり、劇中劇『妖万華鏡 空虚咎送り』の主題歌である。
「Forever Note」は 2019年10月31日に配信されたデジタルシングルであり、劇中においてメンバーの逢坂壮五が作曲し、Re:valeの千からも助言を受けたという設定がある。

### 配信限定シングル(MEZZO")
| 発売日         | タイトル             | 販売形態               | 収録アルバム |
| -------------- | -------------------- | ---------------------- | ------------ |
| 2017年1月26日  | 月明かりイルミネイト | デジタル・ダウンロード | Intermezzo   |
| 2019年10月31日 | Forever Note         | デジタル・ダウンロード | Intermezzo   |
| 2019年11月9日  | カレイドスコープ     | デジタル・ダウンロード | Intermezzo   |

## TRIGGER

### シングル(TRIGGER)

#### SECRET NIGHT
TRIGGERの1stシングル。2015年12月2日発売。IDOLiSH7の「MONSTER GENERATiON」と同時発売。初回生産封入特典として、書き下ろし特製カードが付属する。
楽曲背景
表題曲「SECRET NIGHT」の歌詞を手掛けた結城アイラは、これがTRIGGERのデビュー曲ではないということから、がむしゃらな雰囲気ではなく、余裕のある雰囲気を持った歌詞を書いたと2023年のナタリーとのインタビューの中で話している。
ライブパフォーマンス
カップリング曲である「Leopard Eyes」は、2021年7月3日・4日に行われたオンラインライブ「TRIGGER LIVE CROSS “VALIANT”」において、カメラを恋人に見立て、手招きをしたり、囁くなどの演出が施された。
チャート成績
12月1日付のオリコンデイリーランキングでは10位にランクイン。その後徐々に順位を上げていき、12月4日付では0.2万枚を売り上げ3位にランクイン、さらに翌日の12月5日付では2位にランクインした。12月14日付のオリコン週間シングルランキングで1.6万枚を売り上げて5位にランクインした。
収録曲
1. SECRET NIGHT
作詞：結城アイラ、作曲・編曲：木下智哉
2. NATSU☆しようぜ!
作詞：結城アイラ、作曲・編曲：河田貴央
3. Leopard Eyes
作詞：結城アイラ、作曲・編曲：Shinnosuke
4. SECRET NIGHT（Off Vocal）
5. NATSU☆しようぜ!（Off Vocal）
6. Leopard Eyes（Off Vocal）

#### Heavenly Visitor
TRIGGERの2ndシングル。2018年2月28日に発売。アニメシングル第2弾で、テレビアニメのエンディングテーマに起用された。
収録曲
1. Heavenly Visitor
作詞：結城アイラ、作曲・編曲：原山篤
2. DIAMOND FUSION
作詞：結城アイラ 作曲・編曲：中土智博
3. Heavenly Visitor（Off Vocal）
4. DIAMOND FUSION（Off Vocal）

反響
表題曲「 Heavenly Visitor 」は、moraアニソンハイレゾTOP10にて6位にランクインした。

#### Crescent rise
TRIGGERの3rdシングル。2020年1月29日に発売。
チャート成績
収録曲
1. Crescent rise
作詞：結城アイラ 作曲・編曲：Shinnosuke
2. _Tresure!
作詞：安藤紗々 作曲・編曲：山本恭平 (Arte Refact)
3. Crescent rise（Off Vocal）
4. _Tresure!（Off Vocal）

ミュージックビデオ
「Crescent rise」のミュージックビデオは、ユニット名と同名のアニメ会社・TRIGGERが制作した。
「Crescent rise」は、千葉志津雄主演の「三日月狼」をミュージカルとしてリメイクした『クレセント・ウルフ』という劇中劇の主題歌という設定があり、ミュージックビデオにおいてはメンバーのダンスシーンだけでなく『クレセント・ウルフ』のストーリーも織り込まれている。『クレセント・ウルフ』においては八乙女楽が主役、九条天と十龍之介がそれぞれ重要人物の役を演じているという設定であり、ライターの草野英絵はこれまでとは違う表情が見えたと述べている。

#### PLACES
TRIGGERの4thシングル。2021年7月14日に発売。本作はテレビアニメ「アイドリッシュセブン Third BEAT!」のエンディングテーマに採用された。
チャート成績
本作は音楽配信サービス・moraのアニメソングランキングの6位にランクインした。
収録曲
1. PLACES
作詞：結城アイラ 作曲・編曲：陶山 隼
2. Smile Again
作詞：辻村有記 作曲・編曲：辻村有記・伊藤 賢
3. PLACES（Off Vocal）
4. Smile Again（Off Vocal）

### アルバム(TRIGGER)
| 発売日        | タイトル | 備考 | 脚注   |
| ------------- | -------- | ---- | ------ |
| 2017年9月20日 | REGALITY |      | [ 42 ] |
| 2021年6月23日 | VARIANT  |      | [ 43 ] |

### 配信限定シングル(TRIGGER)
| 発売日         | タイトル                               | 販売形態               | 収録アルバム |
| -------------- | -------------------------------------- | ---------------------- | ------------ |
| 2016年9月18日  | Last Dimension～引き金をひくのは誰だ～ | デジタル・ダウンロード | REGALITY     |
| 2020年11月18日 | My Precious World                      | デジタル・ダウンロード | VARIANT      |
| 2022年09月18日 | Hidden Region                          | デジタル・ダウンロード |              |

## Re:vale

### シングル(Re:vale)

#### SILVER SKY
Re:valeの1stシングル。2016年6月22日発売。初回生産封入特典として、シリアルコード入りカードが付属する。
カップリング曲の「Dis one.」は、伝説のアイドル・ゼロの楽曲のカバーという設定がある。
チャート成績
6月21日付のオリコンデイリーランキングでは9位にランクイン。その後徐々に順位を上げていき、6月24日付では0.15万枚を売り上げ2位にランクインした。7月4日付のオリコン週間シングルランキングで1.5万枚を売り上げて6位にランクインした。
収録曲
1. SILVER SKY
作詞：結城アイラ、作曲・編曲：網本ナオノブ
2. Dis one.
作詞：真崎エリカ、作曲・編曲：田中俊亮
3. SILVER SKY（Off Vocal）
4. Dis one.（Off Vocal）

アートワーク
本作のジャケットは種村有菜が描き下ろした。2種類のラフ案が存在しており、種村はナタリーとのインタビューの中で、いずれの案においても、百は千の方を向いているのに、千本人は百を見ていないと話している。特に2枚目は千が百の顔をつかんで自分の方を向かせながら、当の千本人は飛び立つ鳥の方を向いた構図だった。実際に採用されたバージョンにおいても、当初はアイドルらしい表情だったが、2枚目のラフ案を気に入ったプロデューサーの要望により、切なさを湛えた表情に変更された。種村はこの楽曲がイメージを膨らませやすかったことと、ユニットが物語性を含んでいたことから、様々な意味を込めたとインタビューの中で話している。

#### NO DOUBT
Re:valeの2ndシングル。2018年1月10日発売。アニメ放送開始後初のシングル。
表題曲の「NO DOUBT」は、千主演のドラマ『Mission』の主題歌という設定がある。
チャート成績
1月9日付のオリコンデイリーランキングでは6位にランクイン。翌日の1月10日付では0.3万枚を売り上げ3位にランクインした。1月22日付のオリコン週間シングルランキングで1.2万枚を売り上げて7位にランクインした。
ビルボードにおいてもHot Animationにおいて1位を獲得。アイドリッシュセブンの作品としては「NATSU☆しようぜ!」以来2年ぶりの首位獲得となった。
収録曲
1. NO DOUBT
作詞：結城アイラ、作曲：小高光太郎、UiNA、編曲：小高光太郎
2. 太陽のEsperanza
作詞：真崎エリカ、作曲・編曲：渡邉俊彦
3. NO DOUBT（Off Vocal）
4. 太陽のEsperanza（Off Vocal）

評価
ライターの草野英絵はリアルサウンドに寄せた記事の中で、カップリング曲の「太陽のEsperanza」について、憤りや情熱を隠すことなく見事にエンターテインメントとして昇華したと評価している。

#### Re-raise
Re:valeの3rdシングル。2020年1月22日に発売。
チャート成績
収録曲
1. Re-raise
作詞：安藤紗々 作曲：MIKOTO 編曲：水島康貴
2. 永遠性理論
作詞：真崎エリカ 作曲・編曲：@Jin
3. t(w)o...
作詞：Saku 作曲・編曲：草野将史
4. Re-raise（Off Vocal）
5. 永遠性理論（Off Vocal）
6. t(w)o...（Off Vocal）

#### ミライノーツを奏でて
Re:valeの4thシングルで、アニメシングル第5弾で、テレビアニメのエンディングテーマに起用された。
当初は2020年6月3日に発売される予定だったが、新型コロナウイルス感染症が拡大したため、表題曲である「未来ノーツを奏でて」を先行で配信したのち、8月26日にカップリング曲を含めたシングルとして発売された。
テレビアニメ版第2期第10話では、千がかつての相棒である万こと大神万理を探し続けていることを知った百が捨てられる不安から声が出なくなる様子が描かれており、同話では特殊EDとして「ミライノーツを奏でて」の歌詞を変更した「It’s ALL-for you-」が使われた。
チャート成績
収録曲
1. ミライノーツを奏でて
作詞：真崎エリカ 作曲：山本玲史 編曲：川崎智哉
2. Fly! More Liberty
作詞：真崎エリカ 作曲・編曲：加藤冴人
3. ミライノーツを奏でて（Off Vocal）
4. Fly! More Liberty（Off Vocal）

評価
ライターの草野英絵はリアルサウンドに寄せた記事の中で、「ミライノーツを奏でて」ついて、彼らのカラーを前面に出したジャケットやミュージックビデオの内容と同調するようなさわやかな曲だったと評価している。
一方、草野はカップリング曲の「Fly! More Liberty」について、「ミライノーツを奏でて」とは対照的な「かっこいいRe:vale」を前面に押し出した曲であると評している。

### アルバム(Re:vale)

#### Re:al Axis
『Re:al Axis 』は、2018年12月5日に発売されたRe:valeの1stアルバムである。
本作は1stシングルと2ndシングルの表題曲及びカップリング曲に加えて新曲もいくつか収録されており、ジャンルも曲調も様々である。

### 配信限定シングル(Re:vale)
| 発売日         | タイトル      | 販売形態               | 収録アルバム |
| -------------- | ------------- | ---------------------- | ------------ |
| 2016年12月14日 | TO MY DEAREST | デジタル・ダウンロード | Re:al Axis   |
| 2022年04月15日 | Period Color  | デジタル・ダウンロード |              |

### 漫画特典CD(”元”Re:vale)
『未完成な僕ら』ボーカル：折笠千斗 (立花慎之介)、大神万理 (興津和幸)
万こと万理が千の相方だったころの曲、また照明機材落下事故に歌っていた曲であり、百の好きなRe:vale曲でもある。
| 発売日         | タイトル     | 販売形態                                                               | 収録アルバム |
| -------------- | ------------ | ---------------------------------------------------------------------- | ------------ |
| 2019年12月20日 | 未完成な僕ら | 漫画『アイドリッシュセブン Re:member』3巻 「未完成な僕ら」CD付き特装版 |              |

## ŹOOĻ

### シングル(ŹOOĻ)

#### Poisonous Gangster
ŹOOĻの1stシングル。2017年8月30日発売。初回生産封入特典として、シリアルコード入りカードが付属する。
チャート成績
9月11日付のオリコン週間シングルランキングで24位にランクインした。
収録曲
1. Poisonous Gangster
作詞：結城アイラ、作曲・編曲：MEG.ME
2. LOOK AT...
作詞：真崎エリカ、作曲・編曲：中土智博
3. Poisonous Gangster（Off Vocal）
4. LOOK AT...（Off Vocal）

反響
アニメイトタイムズのŹOOĻ特集において、「Poisonous Gangster」はほかの3グループにはなかった毒々しさや重々しさがファンに衝撃を与えたといわれている。
評価
アニメイトタイムズの狗丸トウマ特集記事において、「Poisonous Gangster」は彼の魅力が光る1曲として紹介されている。同楽曲は素直で善良なアイドル像を覆すような過激な曲調と歌詞が印象的だとされており、記事の筆者は力強い彼の歌声で降板を迫るような歌詞から荒々しさや敵対心を感じたとしている。
ライターの草野英絵は、リアルサウンドに寄せた記事の中で、「Poisonous Gangster」を甘い毒のように刺激的だと評し、「攻撃的な歌詞、最先端を感じさせる隙のないクールなサウンド、ハイレベルなステージで世の中の視線を独占した。」と述べている。一方、草野は「LOOK AT...」を当時の彼らそのものだとし、「それぞれの魅力を遺憾なく発揮してメロディとラップが交互に織り重なり、リスナーを狂気的に煽ってゆく。その視線を他に向けることを許さない、甘美な魅力であふれている。」と評価している。

#### Bang!Bang!Bang!
ŹOOĻの2ndシングル。2020年1月15日に発売。
表題曲の「Bang!Bang!Bang!」は、ゲーム内において、音楽特番の対戦相手であるIDOLiSH7に対抗するために披露したという設定がある。
カップリング曲の『ZONE OF OVERLAP』は、今まで向いている方向がバラバラだったŹOOĻの面々が一つにまとまった曲として位置づけられており、ツインボーカルの2人だけでなく、パフォーマーの2人も歌っている。
チャート成績
収録曲
1. Bang!Bang!Bang!
作詞：浦島健太 作曲・編曲：徳田光希
2. ZONE OF OVERLAP
作詞：結城アイラ 作曲・編曲：YASUSHI WATANABE
3. Bang!Bang!Bang!（Off Vocal）
4. ZONE OF OVERLAP（Off Vocal）

ミュージックビデオ
「Bang!Bang!Bang!」のミュージックビデオはアニメ会社のufotableが制作し、ジャケットの制作も同社が手掛けた。ビルの建設現場をロケ地にに据え、夜明けの演出を採用した理由について、『アイドリッシュセブン』統括プロデューサーの下岡聡吉は、「今は成長中だがいつかは大物になる予感」を表現するためだと「台北国際動漫節」内のミーティング（2020年2月2日）で説明している。
反響
アニメイトタイムズによると、カップリング曲の「ZONE OF OVERLAP」は曲名の頭文字がŹOOĻを想起させることが話題を呼んだという。
評価
ライターの草野英絵は、リアルサウンドに寄せた記事の中で、「Bang!Bang!Bang!」およびそのカップリング曲である「ZONE OF OVERLAP」はいずれも自らの弱さや葛藤をさらけ出しつつも、自らの道を突き進む姿勢を見せたと評している。
また、草野は「Bang!Bang!Bang!」について、デビュー直後の彼らに見られた刹那的な雰囲気がなく、4人の視線が一致している点について、アイドルとしての舞台経験や出会いによって変化が生じたのではないかと推測している。加えて、草野は「 Bang!Bang!Bang!」のミュージックビデオについて「絶対的な自信を感じさせる揃ったダンスや、それぞれ意志の強さを滲ませた瞳も印象的である。」と評している。

### ソロ楽曲(ŹOOĻ)
ŹOOĻのメンバー4人の誕生日にソロ曲が毎月リリースされる配信限定シングル。

#### 午前4時のDusty Love
ŹOOĻのメンバーのソロ楽曲第1弾シングル。担当する御堂虎於の誕生日である2019年3月15日に配信された。
チャート成績
収録曲
1. 午前4時のDusty Love
作詞：結城アイラ、作曲・編曲：木下智哉

#### Dejavu
ŹOOĻのメンバーのソロ楽曲第2弾シングル。担当する棗巳波の誕生日である2019年6月8日に配信された。
チャート成績
収録曲
1. Dejavu
作詞：浦島健太、作曲・編曲：陶山隼

#### Endless
ŹOOĻのメンバーのソロ楽曲第3弾シングル。担当する狗丸トウマの誕生日である2019年11月29日に配信された。
同楽曲は、トウマがŹOOĻ以前に所属していた別のグループで経験したことを題材としている。
チャート成績
収録曲
1. Endless
作詞：浦島健太、作曲・編曲：山本玲史

#### Labyrinth
ŹOOĻのメンバーのソロ楽曲第4弾シングル。担当する亥清悠の誕生日である2019年12月5日に配信された。
チャート成績
収録曲
1. Labyrinth
作詞：結城アイラ、作曲：叶人、小高光太郎、編曲：石倉誉之、小高光太郎

### アルバム(ŹOOĻ)

#### einsatZ
『einsatZ』は、2020年11月25日に発売されたŹOOĻの1stアルバムである。

### 配信限定シングル(ŹOOĻ)
| 発売日         | タイトル            | 販売形態               | 収録アルバム |
| -------------- | ------------------- | ---------------------- | ------------ |
| 2022年08月31日 | NEVER LOSE, MY RULE | デジタル・ダウンロード |              |

## ユニットコラボシングル
いずれも配信限定でのリリース。
| 発売日         | タイトル                 | 販売形態               | 収録アルバム           |
| -------------- | ------------------------ | ---------------------- | ---------------------- |
| 2016年11月5日  | 男子タルモノ!～MATSURI～ | デジタル・ダウンロード | Collection Album vol.1 |
| 2016年11月12日 | LOVE&GAME                | デジタル・ダウンロード | Collection Album vol.1 |
| 2016年11月19日 | フレフレ!青春賛歌        | デジタル・ダウンロード | Collection Album vol.1 |

## 12 SONGS GIFT
『 12 SONGS GIFT』は、2018年にリリースされた配信限定シングルのシリーズであり、メンバーの誕生日に合わせてソロ曲がリリースされた。
| #  | 作品名            | 発売日         | アーティスト | 作詞     | 作曲             | 編曲             | チャート成績                                                                                        |
| -- | ----------------- | -------------- | ------------ | -------- | ---------------- | ---------------- | --------------------------------------------------------------------------------------------------- |
| 1  | ONE dream         | 2018年1月25日  | 和泉一織     | yozuca*  | 渡辺翔           | 森谷敏紀         | 1位（iTunes全ジャンル） 10位 （電撃オンライン「ガールズゲームアワード2018」キャラクターソング部門） |
| 2  | Love two you      | 2018年2月14日  | 二階堂大和   | Shogo    | 廣澤優也         | 奈須野新平       | 5位 （「ガールズゲームアワード2018」キャラクターソング部門）                                        |
| 3  | 三日月のヴェール  | 2018年3月3日   | 和泉三月     | 安藤紗々 | 藤井亮太         | 藤井亮太         | |
| 4  | Four Leaf Ring    | 2018年4月1日   | 四葉環       | 松藤量平 | 鈴木智貴         | 鈴木智貴         | 2位 （「ガールズゲームアワード2018」キャラクターソング部門）                                        |
| 5  | Maybe             | 2018年5月28日  | 逢坂壮五     | Shogo    | 山下洋介         | 山下洋介         | 1位 （「ガールズゲームアワード2018」キャラクターソング部門）                                        |
| 6  | June is Natural   | 2018年6月20日  | 六弥ナギ     | yozuca*  | AstroNoteS       | AstroNoteS       | |
| 7  | SEPTET for...     | 2018年7月9日   | 七瀬陸       | 安藤紗々 | 本田光史郎       | 本田光史郎       | |
| 8  | Up to the nines   | 2018年7月9日   | 九条天       | 安藤紗々 | 本田光史郎       | 本田光史郎       | |
| 9  | アソシエイト      | 2018年8月16日  | 八乙女楽     | 坂井竜二 | 宮崎まゆ         | 賀佐泰洋         | 9位 （「ガールズゲームアワード2018」キャラクターソング部門）                                        |
| 10 | my 10plate        | 2018年10月12日 | 十龍之介     | 松藤量平 | YASUSHI WATANABE | YASUSHI WATANABE | |
| 11 | 100%ハピネス      | 2018年11月11日 | 百           | 坂井竜二 | 山口朗彦         | 山口朗彦         | |
| 12 | 千年先もずっと... | 2018年12月24日 | 千           | yozuca*  | 佐々木裕         | 佐々木裕         | |

## コレクションアルバム

### アイドリッシュセブン Collection Album vol.1
アイドリッシュセブンの第1弾コレクションアルバム 。2018年9月26日発売。
チャート成績
本作は、80万枚を売り上げ、オリコンの週刊エンタテインメントビジネス誌発表の9月度「声優セールス・パワーランキング」(9/17付～10/8付)で1位にランクインし、週間アルバムランキング（2018年10/8付）には3位にランクインした。。加えて、9月度 アニメシングル＆アルバム Monthly Salesランキング（9/17付～10/8付）では2位にランクインしている。
収録曲
DISC1
1. MONSTER GENERATiON（歌：IDOLiSH7）
作詞：真崎エリカ 作曲・編曲：kz
2. SECRET NIGHT（歌：TRIGGER）
作詞：結城アイラ、作曲・編曲：木下智哉
3. Joker Flag（歌：IDOLiSH7）
作詞：真崎エリカ、作曲・編曲：AstroNoteS
4. miss you...（歌：MEZZO"）
作詞：yozuca*、作曲・編曲：岡本健介
5. NATSU☆しようぜ!（歌：TRIGGER）
作詞：結城アイラ、作曲・編曲：河田貴央
6. Fly away!（歌：和泉一織（CV：増田俊樹）・七瀬陸（CV：小野賢章））
作詞：yozuca*、作曲・編曲：Shinnosuke
7. ピタゴラス☆ファイター（歌：二階堂大和（CV:白井悠介）・和泉三月（CV：代永翼）・六弥ナギ（CV：江口拓也））
作詞：真崎エリカ、作曲・編曲：野井洋児
8. GOOD NIGHT AWESOME（歌：IDOLiSH7）
作詞：結城アイラ、作曲・編曲：渡辺未来
9. THE FUNKY UNIVERSE（歌：IDOLiSH7）
作詞：真崎エリカ、作曲・編曲：山元祐介
10. MEMORiES MELODiES（歌： IDOLiSH7）
作詞：真崎エリカ、作曲・編曲：渡辺未来
11. Leopard Eyes（歌：TRIGGER）
作詞：結城アイラ、作曲・編曲：Shinnosuke

DISC2
1. Perfection Gimmick（歌：IDOLiSH7）
作詞：真崎エリカ、作曲・編曲：伊藤賢
2. 恋のかけら（歌：MEZZO"）
作詞：真崎エリカ、作曲・編曲：山田竜平
3. フレフレ!青春賛歌（歌：和泉一織（CV：増田俊樹）・七瀬陸（CV：小野賢章）・九条天（CV：斉藤壮馬））
作詞：結城アイラ、作曲・編曲：山田竜平
4. 男子タルモノ!～MATSURI～（歌：二階堂大和（CV：白井悠介）、和泉三月（CV：代永翼）、六弥ナギ（CV：江口拓也）、八乙女楽（CV：羽多野渉））
作詞：結城アイラ、作曲・編曲：木下智哉
5. LOVE&GAME（歌：四葉環（CV：KENN）、逢坂壮五（CV：阿部敦）、十龍之介（CV：佐藤拓也））
作詞：結城アイラ、作曲：木下智哉、編曲：陶山隼
6. RESTART POiNTER（歌：IDOLiSH7）
作詞：真崎エリカ、作曲・編曲：kz
7. Last Dimension〰引き金をひくのは誰だ〰（歌：TRIGGER）
作詞：結城アイラ、作曲・編曲：Shinnosuke
8. SILVER SKY（歌：Re:vale）
作詞：結城アイラ、作曲・編曲：網本ナオノブ
9. Dis one.（歌：Re:vale）
作詞：真崎エリカ、作曲・編曲：田中俊亮

## RADIO STATION "Twelve Hits!"
2019年に12ヶ月連続でリリースされるオリジナルドラマCD。メンバーの誕生日にソロ曲が毎月リリース。2020年にはŹOOĻのメンバーの誕生日にソロ曲が毎月リリースされた。
いずれのドラマCDも、各アーティストが歌う「RADIO STATION “Twelve Hits!”」と先行配信曲、そして「Wonderful Octave」(作詞：結城アイラ、作曲・編曲：増田武史)が収録されている。
| #  | 作品名                                        | 発売日                                            | アーティスト |
| -- | --------------------------------------------- | ------------------------------------------------- | ------------ |
| 1  | RADIO STATION “Twelve Hits!” -Iori ver.       | 2019年1月25日                                     | 和泉一織     |
| 2  | RADIO STATION “Twelve Hits!” -Yamato ver.-    | 2019年2月14日                                     | 二階堂大和   |
| 3  | RADIO STATION “Twelve Hits!” -Mitsuki ver.-   | 2019年3月3日                                      | 和泉三月     |
| 4  | RADIO STATION “Twelve Hits!” -Tamaki ver.-    | 2019年4月1日                                      | 四葉環       |
| 5  | RADIO STATION “Twelve Hits!” -Sogo ver.-      | 2019年5月28日                                     | 逢坂壮五     |
| 6  | RADIO STATION “Twelve Hits!” -Nagi ver.-      | 2019年6月20日                                     | 六弥ナギ     |
| 7  | RADIO STATION “Twelve Hits!” -Riku ver.-      | 2019年7月9日                                      | 七瀬陸       |
| 8  | RADIO STATION “Twelve Hits!” -Tenn ver.-      | 2019年7月9日                                      | 九条天       |
| 9  | RADIO STATION “Twelve Hits!” -Gaku ver.-      | 2019年8月16日                                     | 八乙女楽     |
| 10 | RADIO STATION “Twelve Hits!” -Ryunosuke ver.- | 2019年10月12日                                    | 十龍之介     |
| 11 | RADIO STATION “Twelve Hits!” -Momo ver.-      | 2019年11月11日                                    | 百           |
| 12 | RADIO STATION “Twelve Hits!” -Yuki ver.-      | 2019年12月24日                                    | 千           |
| 13 | RADIO STATION “Twelve Hits!” -Torao ver.-     | 2020年3月15日                                     | 御堂虎於     |
| 14 | RADIO STATION “Twelve Hits!” -Minami ver.-    | 先行配信：2020年6月8日 シングル発売：2020年9月2日 | 棗巳波       |
| 15 | RADIO STATION “Twelve Hits!” -Toma ver.-      | 2020年11月29日                                    | 狗丸トウマ   |
| 16 | RADIO STATION “Twelve Hits!” -Haruka ver.-    | 2020年12月5日                                     | 亥清悠       |